# كريستيان مونتيرو
كريستيان مونتيرو (بالإسبانية: Christian Montero)‏ (24 يونيو 1982 بألاخويلا في كوستاريكا - ) هو مدرب كرة قدم ولاعب كرة قدم كوستاريكي في مركز الدفاع. شارك مع منتخب كوستاريكا لكرة القدم. أما مع النوادي، فقد لعب مع C.S. Uruguay de Coronado ‏ ونادي ألاجولينسي ونادي هيريديانو.

## وصلات خارجية
- كريستيان مونتيرو على موقع الاتحاد الدولي (مؤرشف)  (الإنجليزية)
- كريستيان مونتيرو على موقع قاعدة بيانات كرة القدم.إي يو (الإنجليزية)
- كريستيان مونتيرو على موقع ناشيونال فوتبول تيمز (الإنجليزية)
- كريستيان مونتيرو على موقع Soccerway.com (الإنجليزية)